# ハッピーチャンネル (テレビ東京)
ハッピーチャンネルは、テレビ東京系列で2009年4月6日から2010年3月26日まで、月 - 金11:30 - 12:00（JST）に放送していた海外ドラマ及びバラエティ番組の再放送を行うテレビ放送枠の冠タイトルである。

## 概要
この番組が放送される前は、8:56から11:45まで「E morning」、11:50から12:26まで「Lドラ」が放送されていたが、2009年4月の改編によりそれぞれ8:56 - 11:25と、12:00 - 12:30（テレビ東京以外のTXN系列局）あるいは13:00 - 13:30（テレビ東京）に変更されたため、11:30 - 12:00の枠にこの番組が新設された。
平日の株式市場の時間帯に放送されているため、祝日は番組自体が休止となり、特別番組が放送される。

### この枠で放送された番組
- フレンズ (1994年のテレビドラマ)（2009年4月6日 - 10月1日）
- ドライブ A GO!GO!（再放送）（2009年10月2日 - 2010年2月23日）
- モヤモヤさまぁ〜ず2（再放送）（2010年2月24日 - 3月26日）

| テレビ東京系列 平日11:30 - 12:00枠 | テレビ東京系列 平日11:30 - 12:00枠 | テレビ東京系列 平日11:30 - 12:00枠                      |
| 前番組 | 番組名                             | 次番組                                                  |
| --- | ---------------------------------- | ------------------------------------------------------- |
| E morning ※8:56 - 11:45 【20分短縮して継続】 子育てパラダイス（月〜木） 安心!くらし情報（金） ※11:45 - 11:50 【20分繰り上げて継続】 Lドラ ※11:50 - 12:26 ↓ テレビ東京 ※13:00 - 13:30に移動 テレビ東京以外のTXN系列 ※12:00 - 12:30に移動 | ハッピーチャンネル                 | グッドチャンネル ※11:30 - 12:27 （金曜は11:30 - 12:30） |

| スタブアイコン | サブスタブ | この項目は、まだ閲覧者の調べものの参照としては役立たない、テレビ番組に関連した書きかけの項目です。この項目を加筆・訂正などしてくださる協力者を求めています（P:テレビ/PJ:放送または配信の番組）。 |